# Leptostylus poeyi
Leptostylus poeyi är en skalbaggsart som beskrevs av Fisher 1925. Leptostylus poeyi ingår i släktet Leptostylus och familjen långhorningar.
Artens utbredningsområde är Haiti. Inga underarter finns listade i Catalogue of Life.